# فيلي بريان
فيلي بريان (بالإنجليزية: Willie Bryan)‏ هو لاعب كرة القدم الغالية أيرلندي، ولد في 1946 في Walsh Island ‏ في جمهورية أيرلندا.